# Anthems to the Welkin at Dusk
Anthems to the Welkin at Dusk är det norska black metalbandet Emperors andra fullängdsalbum. Skivan är inspelad i Grieghallen, omslaget designat av Stephen O'Malley och gavs ut 1997 av det engelska skivbolaget Candlelight Records.

## Låtlista
1. "Alsvartr (The Oath)" – 4:18
2. "Ye Entrancemperium" – 5;15
3. "Thus Spake the Nightspirit" – 4:30
4. "Ensorcerelled by Khaos" – 6:39
5. "The Loss and Curse of Reverence" – 6:10
6. "The Acclamation of Bonds" – 5:54
7. "With Strength I Burn" – 8:17
8. "The Wanderer" (instrumental) – 2:55

- Text: Ihsahn (alla låtar)
- Musik: Ihsahn (spår 1–7), Samoth (spår 2, 4–8), Euronymous (Øystein Aarseth) (spår 2)

## Medverkande
Musiker (Emperor-medlemmar)
- Ihsahn (Vegard Tveitan) – sång, gitarr, keyboard
- Samoth (Tomas Haugen) – gitarr, percussion
- Trym (Kai Johnny Mosaker) – trummor
- Alver (Jonas Alver) – basgitarr

Produktion
- Ihsahn – producent, mastering
- Samoth – produsent, mastering
- Pytten (Eirik Hundvin) – producent
- Vargnatt Inc. (Kristoffer Rygg) – mastering
- N.A.P. (Nocturnal Art Productions) – omslagsdesign
- Stephen O'Malley – omslagskonst
- Christophe Szpajdel – logo
- David Palser – foto